# Rhopalomeces rugatus
Rhopalomeces rugatus là một loài bọ cánh cứng trong họ Cerambycidae.